# Теченский
Те́ченский — посёлок в Сосновском районе Челябинской области. Административный центр Теченского сельского поселения.

## География
Расположен на восточном берегу озера Киржакуль в трёх километрах от правого берега реки Течи. Расстояние до районного центра села Долгодеревенского 35 км.

## История
В 1968 г. населённому пункту при Северном отделении совхоза «Муслюмовский» присвоено наименование: посёлок Теченский.

## Население
| 2002 | 2010 |
| ---- | ---- |
| 895  | ↗901 |

По данным Всероссийской переписи, в 2010 году численность населения посёлка составляла 901 человек (422 мужчины и 479 женщин).
Проживают башкиры, русские.

## Улицы
Уличная сеть посёлка состоит из 9 улиц.